# كنداير سي إل-89
هي طائرة دون طيار موجهة عند بعد RPV للرصد والاستطلاع من إنتاج شركة كنداير الكندية.

## صناعة الطائرة
في عام 1959 طلبت الحكومة الكندية تصميم طائرة نفاثة موجهة عن بعد وتعهدت بدفع كامل التكالف المترتبة عليها ففي عام 1963 دخلت الحكومة البريطانية وألمانيا الغربية بالإضافة إلى الحكومة الكندية كشركاء رسميين في عملية التصنيع وتقاسموا عمليات التصميم والتطوير والإنتاج.

## تجربة الطائرة
في عام 1964 حلق النموذج المعد للأختبار وبدء إنتاجها في عام 1967 وقد تم تزويدها بمحرك نفاث يؤمن الدفع اللازم أثناء التحليق إلى جانب محرك صاروخي لمساعدتها في عملية الإقلاع والهبوط.